# Rudolf Pesch
Rudolf Johannes Pesch (Bonn, 2 settembre 1936 – Roma, 13 gennaio 2011) è stato un teologo tedesco.

## Biografia
Rudolf Pesch studiò storia, germanistica e teologia all'Università di Bonn e alla università di Friburgo in Brisgovia. Nel 1962 completò il suo esame di stato. Nel 1963 sposò Ingeborg van Meegen con la quale ebbe due figli: Berthold (1964) e Friederike (1965). Nel 1964 venne promosso a Dr. fil. con la tesi "La stampa ecclesiale-politica dei cattolici in Germania prima del 1948". Nel 1967 seguì la promozione a Dr. Teol. con la tesi "Attese, tradizione e redazione in Marco 13". Dopo una assistenza scientifica al Seminario esegetico, ambito neotestamentario, della università di Friburgo, si abilitò nel 1969 all'Università di Innsbruck nell'ambito neotestamentario.
Nel 1970 ottenne come primo laico sposato la chiamata come professore per gli studi biblici all'università di Francoforte. Pesch è stato dal 1971 al 1975 consigliere del Sinodo di Würzburg per la messa in pratica delle decisioni del Concilio Vaticano II. Nel 1980 passò alla cattedra per Nuovo Testamento e Letteratura all'università di Friburgo in Brisgovia. Nel 1976 è stato professore ospite all'anno di studi teologici della Dormitio a Gerusalemme e alla University of San Francisco. Nel 1984 rinunciò alla sua cattedra all'università di Friburgo per impegnarsi nella comunità apostolica, allora la Comunità Cattolica d'Integrazione, della quale fece parte dal 1977. Dal 1984 al 2004 si impegnò per la costruzione dell'Accademia per la fede e la forma della Comunita Cattolica d'Integrazione a Monaco. Dal 2000 al 2002 ha vissuto in Israele, dove aiutò a costituire il "Beth Shalmon" a Motsa Illit, vicino a Gerusalemme, un punto di incontro per Ebrei e Cristiani nell'ambito del  "Circolo di Urfeld". In quegli anni divenne inoltre membro della "Ecumenical Theological Research Fraternity in Israel". Dal 2008 insegnò con altri professori della Comunità alla nuova cattedra per "La teologia del Popolo di Dio" nell'ambito dell'istituto per Teologia pastorale "Redemtor Hominis" alla Pontificia Università Lateranense.
Gli ambiti principali di ricerca di Pesch sono il Vangelo di Marco e gli Atti degli Apostoli di Luca, in merito ai quali Pesch pubblicò commentari molto importanti. Da marzo 2010 ha vissuto con sua moglie presso sua figlia Friederike Wallbrecher a Roma. Il 19 agosto 2010 venne ricevuto da Papa Benedetto XVI in un'udienza privata. È morto il 13 gennaio 2011 a Roma, è sepolto a Castel Gandolfo.

## Pubblicazioni
- Römerbrief (Die neue Echter-Bibel: Kommentar zum Neuen Testament mit der Einheitsübersetzung; Bd. 6), 3. Aufl., Würzburg 1994 (1. Aufl. 1983).
- Das Markusevangelium. Teil 1: Einleitung und Kommentar zu Kap. 1,1 - 8,26 (Herders Theologischer Kommentar zum Neuen Testament, Bd. 2,1), 5. Aufl., Freiburg 1989 (1. Aufl. 1976). ISBN 978-3-451-17336-3
- Das Markusevangelium. Teil 2: Kommentar zu Kap. 8,27 - 16,20 (Herders Theologischer Kommentar zum Neuen Testament, Bd. 2,2), 4. Aufl., Freiburg 1991 (1. Aufl. 1977). ISBN 978-3-451-17975-4
- Die Apostelgeschichte. Teilband 1: Apg 1-12 (Evangelisch-Katholischer Kommentar 5/1), 3. Aufl., Zürich/Neukirchen-Vluyn 2005 (1. Aufl. 1986). ISBN 978-3-545-23112-2
- Die Apostelgeschichte. Teilband 2: Apg 13-28 (Evangelisch-Katholischer Kommentar 5/1), 2., durchges. Aufl., Zürich/Neukirchen-Vluyn 2003 (1. Aufl. 1986; 2., durchges. Aufl. 1995). ISBN 978-3-545-23112-2
- Juden und Christen – ein einziges Volk Gottes?, Düsseldorf 2009, ISBN 978-3-491-72534-8
- Paulus kämpft um sein Apostolat. Drei weitere Briefe an die Gemeinde Gottes in Korinth, Freiburg u.a. 1987.
- Paulus ringt um die Lebensform der Kirche. Vier Briefe an die Gemeinde Gottes in Korinth, Freiburg u.a. 1986.
- Paulus und seine Lieblingsgemeinde. Drei Briefe an die Heiligen von Philippi, Freiburg u.a. 1984.
- Die Entdeckung des ältesten Paulus-Briefes. Die Briefe an die Gemeinde der Thessalonicher, Freiburg u.a. 1984.
- Das Evangelium der Urgemeinde, 3. Aufl., Freiburg u.a. 1984 (1. Aufl. 1979).
- Zwischen Karfreitag und Ostern. Die Umkehr der Jünger Jesu, Zürich u.a. 1983.
- Simon-Petrus. Geschichte und geschichtliche Bedeutung des ersten Jüngers Jesu Christi (Päpste und Papsttum, Bd. 15), Stuttgart 1980.
- Wie Jesus das Abendmahl hielt. Der Grund der Eucharistie, 3. Aufl., Freiburg u.a. 1979.
- Das Abendmahl und Jesu Todesverständnis (Quaestiones Disputatae, Bd. 80), Freiburg u.a. 1978.
- Jesu ureigene Taten? Ein Beitrag zur Wunderfrage (Quaestiones Disputatae, Bd. 52), Freiburg u.a. 1970.
- Der reiche Fischfang: Lk 5,1-11, Jo 21,1-14. Wundergeschichte, Berufungserzählung, Erscheinungsbericht (Kommentare und Beiträge zum Alten und Neuen Testament), Düsseldorf 1969.
- Neuere Exegese. Verlust oder Gewinn?, Freiburg u.a. 1968.
- Naherwartungen. Tradition und Redaktion in Mk 13 (Kommentare und Beiträge zum Alten und Neuen Testament), Düsseldorf 1968.
- Die Vision des Stephanus. Apg 7,55-56 im Rahmen der Apostelgeschichte (Stuttgarter Bibelstudien, Bd. 12), Stuttgart 1966.
- La visione di Stefano (Studi Biblici), Brescia 1969, Paideia, ISBN 978-88-39402-84-4
- Il vangelo di Marco Parte prima (Commentario Teologico del Nuovo Testamento), Brescia 1980, Paideia, ISBN 978-88-394-0169-4; Parte seconda (Commentario Teologico del Nuovo Testamento), Brescia 1982, Paideia, ISBN 978-88-394-0170-0
- Tra Venerdì santo e Pasqua : la conversione dei discepoli di Gesù, 1993, Morcelliana, ISBN 9788837214708
- La scoperta della più antica lettera di Paolo : Paolo rivisitato : le lettere alla comunità dei Tessalonicesi, 1987, Paideia, ISBN 9788839404039
- Il processo a Gesù continua 1993, Queriniana, ISBN 9788839915047
- Il miracolo della moltiplicazione dei pani : c'è una soluzione per la fame nel mondo? 1997, Queriniana, ISBN 9788839915306
- I fondamenti biblici del primato, 2002, Queriniana, ISBN 9788839907912
- Atti degli Apostoli, 1992, Cittadella, ISBN 9788830805088
- Antisemitismo nella Bibbia? : indagine sul Vangelo di Giovanni, 2007, Queriniana, ISBN 9788839908285
- Il Vangelo del Natale, Brescia 2008, Queriniana, ISBN 978-88-399-2279-3
- Simon Pietro : storia e importanza storica del primo discepolo di Gesù Cristo, 2008, Queriniana, ISBN 9788839908315